# Mount Bolle
Mount Bolle är ett berg i Antarktis. Det ligger i Östantarktis. Norge gör anspråk på området. Toppen på Mount Bolle är 2 685 meter över havet.
Terrängen runt Mount Bolle är varierad. Trakten är obefolkad. Det finns inga samhällen i närheten. 